# 森巴 (巴西音樂)
森巴（Samba，[ˈsɐ̃bɐ]）是在20世紀源於巴西里约热内卢非裔巴西族群的音乐类型。森巴源自西非以及巴西民俗傳統，特別是和巴西殖民時期及巴西帝國時期的鄉村原始森巴有關，森巴是巴西重要的文化現象，也是巴西國家象征之一。samba一詞至少在十九世紀時就出現在葡萄牙語中，最早是指「流行舞蹈」。隨著時代的變遷，其含義延伸為「巴圖克式的圓舞」（森巴舞），也指一種音乐类型。森巴音樂類型的建立是從1910年代開始，1917年發行的歌曲《Pelo Telefone》為其樹立了里程碑。這種音樂雖然被創作者、大眾以及音樂產業稱為「森巴」，但從節奏和樂器來看，森巴音樂和玛嬉喜舞（maxixe）的關係比較密切。
現代森巴的音樂類型是在19世紀20年代時開始建立，一開始只從里約熱內盧埃斯塔西奧的附近開始，很快透過通勤铁路延伸到埃斯塔西奧以及里約熱內盧的其他地區。新的森巴在節奏、旋律以及主題上都有創新。其節奏變化以是新的打擊樂器模式為基礎，產生更多「batucado」以及切分（syncopated）的風格，其特徵是速度較快、音符更長，和原有的「森巴－玛嬉喜」不同。埃斯塔西奧典範（Estácio paradigm）的創新也表現在將森巴以歌曲形式上，在第一部份和第二部份的旋律和歌詞都有其音樂的組織。因此，埃斯塔西奧以一種現代而又完備的方式，產生、建構且重新定義了都市卡里奧卡森巴（Urban Carioca Samba）。在建立都市和現在音樂呈現方式的過程中，卡里奧卡森巴發揮了森巴學校的決定性作用，定義並決定其節奏上的美學基礎，並且進行電台廣播，這對森巴音樂以及演唱者的流行有很大的幫助。其。因此，森巴在巴西有很大的進展，成為巴西国族认同的國家象徵之一。森巴音樂一度曾因為其非洲以及巴西的來源而被拒絕，因為其神話傳統，視為是勞工階級的音樂，後來巴西的上層階級以及文化精英人士也接受了森巴音樂。
在二十世紀時，埃斯塔西奧典範（Estácio paradigm）一方面是森巴音樂的開始，而其本身也再細分為新的子音樂類型、編曲風格和詮釋風格。主要在所謂巴西音樂的「黃金時代」 ，森巴出現了許多不同的分類，其中一些是札實而廣為人接受的衍生音樂類型，例如巴薩諾瓦, pagode、即興森巴、samba de breque、samba-canção、Samba-enredo和samba de terreiro，不過也有些比較沒那麼精準的名稱，例如samba do barulho（噪音森巴）、samba epistolar（書信桑巴）或ou samba fonético（語音桑巴）。
二十世紀初形成的現代桑巴，其拍號主要是
拍號，會刻意的使用合唱變化，以產生batucada節奏，也有許多不同主歌的組成。傳統桑巴的樂器是由打击乐器組成，包括有巴西鈴鼓、魁卡鼓、丹波令鼓、鋼紮和蘇多鼓，伴隨著古典吉他和葡萄牙四絃琴。巴西國家歷史與藝術遺產研究所在2007年宣佈Carioca Samba以及samba de terreiro、partido-alto、samba de enredo是巴西的文化遗产。

## 城市森巴樂器
森巴的節奏基本是
，速度會有變化，一般會用打擊樂器演奏，也會伴隨弦樂器伴奏。有些地方會再加上管樂器。
- 巴西鈴鼓（英语：pandeiro）
- 蘇多鼓（英语：surdo）
- 丹波令鼓（英语：Tamborim）
- 魁卡鼓（英语：Cuíca）
- 鋼紮（英语：Ganza）

| - 鼓（打擊樂器） - 鼓（打擊樂器） - 鼓（打擊樂器） - 鼓Ganza（打擊樂器） - 鼓（打擊樂器） - 葡萄牙四絃琴 - 古典吉他 | - 阿哥哥鈴 - 阿達巴給鼓 - 曼陀林 - 班卓琴 - Chocalho - Hand-repique - 坦坦手鼓 - 小號 |

## 註解
1. ↑  "Many groups and individuals (Blacks, Gypsies, Bahians, Cariocas, intellectuals, politicians, folklorists, classical composers, French, millionaires, poets - and even an American ambassador) participated, with greater or lesser tenacity, in the 'fixation' of samba as a musical genre and its nationalization".[28]
2. ↑  "(...) the transformation of samba into national music was not a sudden event, going from repression to praise in less than a decade, but the crowning of a secular tradition of contacts (...) between various social groups in attempt to invent Brazilian identity and popular culture."[29]

## 腳註
1. 1 2  Lopes & Simas 2015，第254頁.
2. 1 2  Marcondes 1977，第684頁.
3. ↑  . www.thelanguagejournal.com.   [2021-05-06]. （原始内容存档于2015-10-29）.
4. ↑  Lopes & Simas 2015，第253頁.
5. ↑  Lopes & Simas 2015，第9頁.
6. ↑  Lopes 2019，第130頁.
7. 1 2  Benzecry 2015，第43頁.
8. ↑  Paranhos 2003，第109頁.
9. ↑  Benzecry 2015，第17-18頁.
10. 1 2 3  Lopes & Simas 2015，第247頁.
11. ↑  Frugiuele 2015，第105頁.
12. 1 2 3 4  Lopes 2019，第112頁.
13. ↑  Lopes & Simas 2015，第219; 254頁.
14. ↑  Reijonen 2017，第44頁.
15. 1 2 3  Lopes & Simas 2015，第11頁.
16. 1 2 3  Matos 2015，第126頁.
17. ↑  Sandroni 2001，第80頁.
18. ↑  Lopes & Simas 2015，第138; 182頁.
19. ↑  Paiva 2009，第39頁.
20. ↑  Lopes & Simas 2015，第276頁.
21. ↑  Franceschi 2010，第52-53頁.
22. ↑  Marcondes 1977，第708-709頁.
23. ↑  Paiva 2009，第36頁.
24. ↑  Paranhos 2003，第85頁.
25. ↑  Paiva 2009，第87頁.
26. ↑  Paiva 2009，第38頁.
27. ↑  Lopes & Simas 2015，第235頁.
28. ↑  Vianna 1995，第151頁.
29. ↑  Vianna 1995，第34頁.
30. ↑  Stockler 2011，第6頁.
31. ↑  Lopes & Simas 2015，第183頁.
32. ↑  Lopes & Simas 2015，第279頁.
33. ↑  Mello & Severiano 1997，第241頁.
34. ↑  Matos 2015，第127頁.
35. ↑  Mello 2000，第215頁.
36. 1 2  Lopes & Simas 2015，第220頁.
37. 1 2  Bolão 2009，第22-44頁.
38. 1 2  Santos 2018，第107-109頁.
39. 1 2  Tinhorão 1990，第296-297頁.
40. 1 2  Carvalho 2006，第153-154頁.
41. ↑  Portal Iphan 2007.

## 外部連結
- The Brazilian Sound: Samba, Bossa Nova and the Popular Music of Brazil. by McGowan, Chris and Pessanha, Ricardo. 2nd edition. Temple University Press. 1998.
- 互联网电影数据库（IMDb）上《Samba on Your Feet by Eduardo Montes-Bradley》的资料（英文）, a documentary on the history of samba in Brazil with particular emphasis on Rio de Janeiro. The film is in Portuguese with English subtitles and approaches the subject interestingly.
- Samba. by Alma Guillermoprieto. Jonathan Cape London 1990.
- Rhythms of Resistance: African Musical Heritage in Brazil. by Peter Fryer. Pluto Press 2000.
- Making Samba: A New History of Race and Music in Brazil. by Marc A. Hertzman. Duke University Press 2013.